# Àngels Poch i Comas
Àngels Poch i Comas (Terrassa, 23 de maig de 1948 - Terrassa, 17 de març de 2015) va ser una actriu de teatre i televisió catalana, qui participà en més de trenta obres de teatre i en sèries de televisió.

## Biografia
Va estudiar teatre al Centre Dramàtic del Vallès. La temporada 1997-1998 va rebre el Premi Margarida Xirgu. Àngels Poch va treballar amb reconeguts directors de teatre com Feliu Formosa, Calixto Bieito, Joan Lluís Bozzo, Lluís Homar i Oriol Broggi, i també va ser una actriu popular per haver treballat en diverses sèries de televisió com Estació d'enllaç, La memòria dels Cargols o Temps de silenci. Estava casada amb Jaume Puig i tenia dos fills, Oriol i Mireia, i dos nets, Guerau i Foix.
Va morir el 17 de març de 2015 a Terrassa, als seixanta-sis anys, a causa d'un càncer.
L'estiu de 2020 es va anunciar que Òmnium Cultural a Terrassa convocaria per primera vegada el Premi literari de Teatre Àngels Poch, dins la Nit del Misteri, en la qual ja s'entregaven diversos reconeixements literaris. L'obra guanyadora de la primera edició del premi va ser El retorn, de Manel Brugarolas.

## Trajectòria professional

### Teatre
- 2009 — Lleons, de Pau Miró
- 2009 — Hikikomori
- 2008 — El ángel exterminador
- 2008 — Yvonne, princesa de Borgonya, de Witold Gombrowicz
- 2007 — Passat el riu
- 2007 — Primera història d'Esther, de Salvador Espriu
- 2007 — Fedra
- 2007 — Hedda Gabler, d'Henrik Ibsen
- 2006 — La cantant calba & La cantant calba al Mc Donald's
- 2006 — El malentès, d'Albert Camus
- 2005 — 16.000 pessetes
- 2005 — Amor Fe Esperança
- 2005 — Salamandra
- 2004 — L'oncle Vània, d'Anton Txékhov
- 2003 — El Cafè de la Marina, de Josep Maria de Sagarra
- 2003 — Primera plana
- 2002 — Dissabte, diumenge i dilluns,, d'Eduardo de Filippo
- 2001 — Enric IV, de Luigi Pirandello (en el paper de Matilde Spina, La Marquesa)
- 2000 — La comèdia dels errors, de William Shakespeare (en el paper d'Emília, abadessa d'Efes)
- 2000 — Tartuf, o l'impostor, de Molière

### Televisió
- 2012 — Gran Nord (1 ep.)
- 2008 — El mirall (El espejo) (telefilm)
- 2005-07 — Porca misèria (13 ep.)
- 2001 — Temps de silenci (38 ep.)
- 1999 — La memòria dels Cargols (26 ep.)
- 1994-99 — Estació d'enllaç (124 ep.)

### Cinema
- 2003 — Platillos volantes
- 2012 — Fènix 11·23, en el paper de Carme, mare de Núria Cadenes

## Premis i distincions
Al llarg de la seva carrera Àngels Poch va obtenir diversos guardons. L'any 1995, amb l'obra La corona d'espines de Josep Maria de Sagarra, va guanyar el Premi Butaca a la millor actriu teatral i el Premi de la Crítica teatral a la millor interpretació. El 1998 va obtenir el Premi Margarida Xirgu pel seu paper a Zowie, de Sergi Pompermayer.